# Гљиварство
Гљиварство је практично бављење гљивама или занимање за њих ради сакупљања јестивих врста и теренског проучавања и препознавања свих врста гљива које се могу наћи у природи. Особе које се баве гљиварством називају се гљивари. Гљивари се често удружују у гљиварска удружења. Гљиварство не треба мешати са микологијом, граном биологије која се бави проучавањем гљива.
Гљиварством се такође назива и грана пољопривреде која се бави гајењем гљива.

## Историја гљиварства
Историја сакупљања самониклих гљива, које се могу наћи у шумама широм планете, сеже у праисторију. То потврђују и археолошке ископине у којима су пронађени отисци гљивиних ламела на комаду дрвета из доба терцијара. Људи су гљиве користили пре свега у исхрани а касније, развитком цивилизације и у медицинске сврхе. О употреби гљива сведоче писани трагови које су оставили антички Грци и Римљани, припадници древне кинеске цивилизације као и народи Астека, Маја и Инка. Људи старог доба били су различитих уверења о пореклу гљива, а најчешће се јављала тврдња да су гљиве храна богова и да настају после олујних ноћи као резултат удара муње у тло.
Аристотелов ученик Теофраст, још је у IV веку п.н.е, проучавајући гљиве, дошао до сазнања да оне нису биљке, јер се од њих веома разликују. Такође он каже да тартуф нађен наслоњен на корен биљке не представља део корена већ посебно биће. Плиније Старији, латински писац из I века н.е. је, бавећи се гљивама, изнео веома корисно запажање да гљиве успевају на влажном земљишту и да се појављују нагло после кише. Такође је записао да оне расту недељу дана, а тартуф до годину дана. Авицена (980-1037), арапски лекар, филозоф и природописац, приметио је да су зелене гљиве отровне и да их не треба дирати, а Свети Алберт Велики (1193-1280), немачки схолистички филозоф, теолог и природописац, оставио је забелешку да муве одмах угину ако сисају млеко у којем је потопљен комадић црвене мухаре. Затим истиче да она може бити отровна и за човека и наводи како се може умањити то њено дејство. Адамис Линицерус, говорећи о гљивама у својој књизи о биљкама која је штампана у Лајпцигу 1537. године, дефинише их речима: "Печурке нису ни лиснате биљке, ни корење, ни цвет, ни семе. Оне се формирају од сувише влаге у земљишту, на дрвећу, лишћу и на осталим материјама које се распадају, па им је због тога век кратак, оне израсту и угину за седам дана. Нарочито чудно расту када грми". Ни Адамис а ни његови претходници нису знали где да сврстају гљиве.
Данас се поуздано зна да се гљиве употребљавају у исхрани људи више од две хиљаде година. О томе постоје материјална и писана сведочанства из старог света, Јужне Америке и Кине. Истовремено ти историјски извори говоре и о тровањима гљивама и трагедијама које су следиле из тога. Ни данас тровања гљивама нису неуобичајена појава, а последице неопрезне исхране самониклим гљивама понека имају и страшне последице. У данашње време сваке сезоне гљиварења неколико љубитеља гљива падне као жртве недовољног познавања и распознавања врста гљива. Незнање и грамзивост, удружени са немаром и даље представљају извор нових тровања, скупих клиничких третмана отрованих и повремених породичних трагедија.
Сакупљање гљива које расту у природи је наука проистекла из традиције, велико и свеобухватно знање које се преноси са колена на колено а утврђује једино искуством, временом које гљивари проводе на терену налазећи познате и истражујући и бележећи нове и још непознате врсте гљива.

## Историја гајења гљива
Прве записе о гајењу гљива оставио је Хипократ, грчки лекар и оснивач медицнске науке, још у V веку п. н. е.. Међутим, Хипократ није прецизно навео врсте гљива, њихова дејства и начине коришћења. О гајењу гљива је у својим делима извештавао и Атанеј, грчки писац из III века н.е.. Многи извори помињу да се у Кини и Јапану неколико хиљада година гаји Шитаке, гљива одличног квалитета, која не само да је укусна, већ јој се приписују значајна лековита својства. У Европи је узгој гљива започео тек око 1650. године, када су повртари у околини Париза почели да гаје шампињоне. Одатле се постепено ово знање ширило и у остале делове Европе.
Средином XVII века енглески ботаничар, фармацеут и алхемичар Николас Калперер (Nicholas Culpeper, 1616-1654) у својој књизи "Culpeper’s Herbal" описује шампињоне као култивисану врсту, а за мицелије каже да су „семе” којим се органски супстрат засејава. Француски ботаничар Жозеф Питон де Турнефор (Joseph Pitton de Tournefort, 1656-1708), у опису шампињона намењених трговинама Париза, говори о инокулацији супстрата мицелијама. Од 1846. године фирма Hamlin & Со у Енглеској започиње са лабораторијским добијањем мицелија из спора или делова ткива плодоносног тела, а потом и са продајом инокулисаног брикетираног супстрата. Продаја се ширила према Европи (Немачка), Америци и Аустралији. Амерички научници износе више података о успешном исклијавању спора, а 1918. на тржишту Сједињених Америчких Држава појављује се у боцама „чиста” култура мицелија добијених из спора.
У првој половини XIX века, 1932. и 1937. године амерички научник Синден (J. W. Sinden) патентира поступак гајења мицелија на семену житарица (пшеница, раж и др). Семе житарица показало се као добра подлога за умножавање мицелија, па се овај метод задржао и до данашњих дана.
Због једноставне технологије најчешће се узгајају сапротрофне гљиве, за које је најважније осигурати одговарајући супстрат, влажност и температуру. Најчешће се узгаја шампињон (Agaricus bisporus), буковача (Pleurotus ostreatus) и шитаке (Lentinula edodes). Микоризне гљиве пуно је теже узгајати, јер захтевају везу са живом биљком.

### Гајење микоризних врста гљива
Може се рећи да је за развитака гајења микоризних врста гљива најзаслужнији тартуф. Управо је ова гљива разлог што су се многи научници у периоду од 1850. до 1940. године бавили проучавањем подземних гљива. Први покушај "вештачког" гајења тартуфа забележен је почетком XVIII века, када је француски сељак Жозеф Талон, у покрајини Воклиз засејао на припремљено земљиште жир храста под којим су расли тартуфи. Након неколико година тартуфи су никли. Прва успела комбинација микоризе између бора и тартуфа забележена је 1967. године, а за њу су заслужни италијански истраживачи Фаси (B. Fassi) и Де Већи (E. de Vecchi). Француски национални институт за истраживања у пољопривреди ИНРА (L'Institut national de la recherche agronomique - INRA) патентирао је своје резултате о микоризама, а технологију гајења садница и поступак инокулације мицелијама тартуфа поверио је друштву познатом под називом Agri-truffe. У Италијанском граду Торину, у Институту за дрвенасте биљке (Istituto per le Piante da Legno e l'Ambiente - I.P.L.A. S.p.A.) већ годинама се производе микоризне саднице, тако да су до 1970. године подигнуте плантаже ових биљака на неколико стотина хектара.

### Гајење гљива у Србији
О почецима гајења шампињона у Србији нема поузданијих података. Према писању ревије „Село” (бр. 4, 1984) неки наши стручњаци претпостављају да је први у нашој земљи о гајењу гљива писао др Ђорђе Радић, у књизи, „Повртарство”, која је штампана у Панчеву 1878. године. Он у свом делу не пише да се бавио производњом шампињона, али су његови потомци говорили да је гајење шампињона упознао у Француској, где је неко време живео и да се и сам бавио том сложеном производњом (1875-1885) у подруму Пољопривредне школе у Краљеву, где је тада био директор. Као хранљиву подлога за гајење шампињона је клористио, према француским искуствима, коњско стајско ђубриво. Од др Радића су производњу шампињона научили и његови рођаци и пријатељи, па су их у периоду од 1910. до 1915. године почели гајити по подрумима својих кућа у Београду и околини. Та производња се одвијала са различитим успехом све до почетка Другог светског рата.
Познати су и покушаји производње гајених тартуфа у Србији. Када се краљ Милан Обреновић упознао са особинама тартуфа и њиховим значајем, као и могућношћу да се уз помоћ паса тартуфара они могу лако пронаћи, набавио је псе и већу количину семена (мицелија) с намером да их засеје на свом имању у Горњој Топоници, недалеко од Ниша. За реализацију тог пројекта био је задужен професор Стеван Јакшић.
У послератном периоду, већ од 1945. године, забележен је почетак производнје шампињона на више места. Постоје подаци да су у Раковици Рада Ивановић и Милан Павловић имали доста успеха у гајењу шампињона. У том периоду почело се са гајењем шампињона и у Пољопривредном комбинату Београд у Панчевачком риту. Прва експериментална производња шампињона започета је 1950. године у Новом Саду. Њен зачетник био је др Богосав Живковић са сарадницима, а први резултати били су охрабрујући. Године 1953. организована је производња шампињона у напуштеном железничком тунелу у Петроварадину код Новог Сада, на ферментисаном коњском ђубриву без додавања вештачких ђубрива. У оквиру тог погона радила је лабораторија за производњу мицелија, као и линија за конзервисање шампињона. Шездесетих година двадесетог века подигнути су погони за узгој шампињона у Сенти, а производња је започета и у Бору, у напуштеним јамама рудника.
Године 1954. у вртларској школи у Сремској Каменици уведен је као необавезни предмет Производња шампињона са практичном обуком. Обука као и гајење шампињона обављана је у подруму дворца Марцибањи-Карачоњи у Каменичком парку. Инжењер Живојин Јановац, као наставник тог предмета, успешно је водио производњу шампињона и својом умешношћу заинтересовао велики број својих ђака, који су касније и сами организовали и водили ту специфичну производњу.
Шездесетих година XX века, инж. Гагић започео је производњу шампињона.
Осамдесетих година Пољопривредни комбинат „Воћепродукт” из Пожаревца подигао је објекте и организовао производњу шампињона у пластичним врећама. Пољопривредно-индустријски комбинат „Таково” из Горњег Милановца 1979. године подиже погон за производњу шампињона у месту Враћевшница, али користи и неискоришћене пољопривредне објекте, циглану, а касније и неколико тунела ускотрачне пруге Београд-Ужице. Та производња се успешно усавршава како у самом погону тако и код великог броја коопераната. Деведесетих година подиже се производни погон за гајење шампињона у оквиру Пољопривредног предузећа „Рамски рит” у Великом Градишту, који има и велике наслаге високохумусног земљишта погодног за састављање покривке за потребе производње шампињона. Последњих година XX века у Вранову код Смедерева успешно је организована производња хранљивог супстрата, а у лагумима Петроварадинске тврђаве организује се производњу шампињона.

### Привредни потенцијал гљива
Гљиве су од почетка XX века све више постајале тражена и ексклузивна храна. О „културним земљама“ које их користе у исхрани писао је још далеке 1924. године трговац из Ваљева Миљко Кораћ, у ревији „Наше село“. Он је навео податак да су за гљиве са простора Србије заинтересовани многи у Европи и да у њима лежи велики извозни потенцијал, па је чак процењивао да се из Србије може извести око 270.000 килограма сушених вргања. Кораћ је забележио да је у Француској промет гљивама пре првог светског рата био готово једнак целокупном државном буџету Краљевине Србије. Колико су српске гљиве цењене у свету илуструје податак да у многим отменим ресторанима у Француској скрећу пажњу гостима да гљиве потичу из земаља источног Балкана. Позната је чињеница да шумске гљиве на Западу једу богати, а смрчке и тартуфе само екстра богати. „Политика” је 9. маја 1995. године, поводом свечаног ручка у Јелисејској палати, који је био приређен за многе званице и државнике света који су дошли на прославу пола века победе над фашизмом, објавила вест да је званице на овом догађају дочекао „краљевски јастог“ у сосу од две врсте веома ретких, претходно гратинираних печурки, а салата је сервирана од свежих смрчака.
Земље западне хемисфере су велики потрошачи шумских гљива. Сваке године приналазе се нове крајеве из којих се снабдевају. У последње време јављају се велики извозници као што су Русија, Пакистан и Кина. Тако је, на пример, кинески вргањ који имају веома ниску цену, 1995. године преплавио западну Европу, док из Чилеа авионом у Шпанију, током туристичке сезоне, свакодневно стижу свеже гљиве рујнице (Lactarius deliciosus).
Србија, захваљујући свом повољном географско климатском положају и значајним површинама под различитим врстама шума, спада у земље са добрим ресурсима гљива, али је сакупљање гљива је у Србији још увек на аматерском нивоу. Иако постоје мања и већа гљиварска удружења, гљивари претежно скупљају гљиве за своју личну употребу, без идеје о даљем oрганизованом пласману на домаће и светско тржиште. Гајење гљива је далеко значајније за привреду Србије.
Када је реч о комерцијално експлоативим гљивама, ради се о свега неколико врста које се могу сакупљати из природе у великим количинама, обрађивати и затим продавати на било који начин који ће сакупљачу донети брзу и видно мерљиву добит у односу на средства и труд који су уложени у проналажење и сакупљање. У групу комерцијално експлоативих гљива које се сакупљају директно из природе не спадају гљиве које се могу узгајати у вештачким условима, а истовремено се у природи могу наћи у изобиљу, као што шампињони и буковаче. Такође, у комерцијално експолативе гљиве не спадају и остале самоникле гљиве које се не могу продати у количини или по цени која би оправдала труд, време и трошкове. Ван ових услова ипак може постојати још један начин експлоатације а то је сакупљање, обрада и продаја различитих гљива, појединачно кисељених, саламурених, сушених или у било којем облику, чији је резултат лична и појединачна продаја прерађених или гљива у свежем стању. Када се све ово узме у обзир остаје свега четири, групе гљива које се могу експлоатисати под поменутим условима, а то су: вргањи, лисичарке, црне трубе и смрчци. Стручњаци у овој области сматрају да је у Србији достигнута горња границе могућности, када је у питању брање и извоз самониклих гљива. Због тога је један од најисплативијих бизниса будућности гајење печурака, од чијег је извоза Србија 2017. године зарадила 19 милиона долара. Притом је извоз свежих гљива износио 12,5 милиона, а сувих нешто више од 6 милиона долара.
Постоји податак да је 1992. године из тадашње Југославије (у време када су уведене санкције) у Италију извезено 645 тона гљива у вредности од 8.319.000 долара. Тај износ био је већи од укупног извоза свих роба у земље као што су Шпанија (8.239.000 долара, при чему су учествовала 92 артикла), Израел (6.288.000 долара), Украјина (5.950.000 долара), Канада (4.781.000 долара), Финска (4.063.000 долара), Аустралија (3.514.000 долара) и друге.

## Станишта гљива у Србији
Србија је једно од богатијих налазишта тартуфа, најскупоценије печурке на свету, али и сакупљање других јестивих врста, попут вргања, шумског пилета и лисичарке може донети добру зараду.
Најређи од свих тартуфа је бели тартуф, којег Србија има у изобиљу. Ова гљива најчешће расте у равничарским пределима, испод бора и тополе. У Србији се ова скупоцена посластица може наћи у западном Срему, јужном Банату, околини Панчева, на обронцима Фрушке горе, у околини Ваљева, Бора и другим областима. На територији Србије, по подацима које износе чланови гљиварских удружења, до сада је пронађено девет екстремно ретких врста, са европске листе 50 заштићених гљива, на подручју Копаоника, Гоча, Пештера, Рудника, Дивчибара и других гљиварских терена у Србији. Ипак, гљиве су у Србији све угроженије, јер о овом природном благу брину само малобројна гљиварска удружења.
Опстанак гљива у њиховим природним стаништима угрожава неконтролисана сеча шума, али и непоштовање елементарних одредби Закона које се односе на време и начин бербе.
Једно од познатих налазишта гљива је шумски појас у оквиру комплекса Ада Циганлија у Београду. Ово станиште гљива данас је заштићено законом о заштити природног добра, као Зaштићено станиште Гљиве на Ади Циганлији. У Србији су покренуте многе иницијативе за заштиту налазишта гљива у разним деловима земље.

## Алати за брање самониклих и гајених гљива
Алат за бераче гљива врло је једноставан - плетена корпа (кошара) и нож. Кошара је важна јер се убране гљиве морају током брања чувати на прозрачном месту, не смеју се потпаривати у најлонским кесама и торбама од непропусних материјала. Нож може бити било какав, али свакако треба да је довољно оштар, тако да се приликом одсецања дршке печурке не гњечи њено месо. Ножем се уједно обавља и обрада и чишћење убране гљиве. Уколико је лепљива на њој ће бити више тог материјала који треба уклонити. Такође се препоручује да се гљива на лицу места очистити од нечистоће и чиста понесе кући. Искусни гљивар ће на лицу места одсећи дно дршчице печурке и бацити је на шумско тло на ком је гљива до тад расла. На овај начин оставља се репродуктивни материјал из ког ће касније израсти нове гљиве.

## Разлика између гљиве и печурке
Неупућени најчешће мешају појмове гљива и печурка. Печурка је облик једног типа гљива карактеристичног изгледа. Печурка по правилу има јасно дефинисан шеширић, дршку и мицелијум који се налази у подлози.

## Гљиве у гастрономији
Гљиве, које још називају и шумским месом, имају мали проценат масноћа и спадају у нискокалоричне намирнице. Богате су минералима попут гвожђа, мангана, фосфора, калијума и витамина А, Ц, Б1, Б2 и Д. Истраживања су показала да су богате аминокиселинама које стварају протеине који су оцењени са 70 од сто, што их чини протеинима умереног квалитета. Фракција угљених хидрата садржи 1,5 г манитола дијететских влакана б-глукана. Б-Глукани су кључна биоактивна једињења у печуркама. Утврђено је да је облик витамина Б-12 у печуркама исти облик који се налази у говедини, џигерици и риби, због чега је препоручљив у људској исхрани. Печурке су природни извор ергостерола, који се претвара у витамин Д2 уз изложеност УВ светлости. Садржај селена у печуркама зависи од врсте и географског подручја тј. садржаја селена у земљишту или супстрату. Различите претклиничке и клиничке студије указују на то да конзумирање одређених врста гљива као хране или екстракта или конзумирања одређених састојака из печурака може смањити ризик од одређених болести.
Због карактеристичног укуса печурке су већ хиљадама година омиљене на трпезама многих народа, а од њих се праве изузетно укусна јела. Најзаступљеније печурке у светској гастрономији свакако су шампињон и буковача, управо зато што се ове печурке могу гајити у вештачким условима и самим тим су веома доступне на светским пијацама, а цена им је таква да их сваки љубитељ укуса печурке може приуштити на својој трпези.
Међутим, за познаваоце и врхунске куваре постоје печурке које се издвајају из читавог царстав гљива, које по најновијим истраживањима броји преко 1.500.000 врста, као посебно тражене и драгоцене. Издваја их специфична арома и укус као и начин на који се уклапају у јела:
- Тартуф је најцењенија и најскупља јестива гљива на свету. Тартуф је поред изузетног мириса и укуса, чувен и по својим лековитим својствима, важи за веома јак афродизијак. Тартуф воле краљеви, европске аристократе, џет-сет, и сви они који могу себи да га приуште. Тартуф су волели и стари Египћани, Грци, Римљани. Помиње га, у својим делима, Плутарх, Цицерон га назива сином земље, а Плиније чудом природе.

Кад је у питању кулинарство, уважени гастрономи широм света још увек се не могу сложити да ли је тартуф намирница или зачин. У сваком случају већина њих тврди да ко једном осети овај карактеристичан мирис и укус, жудеће за њим целог живота.
- У гастрономском свету, гљива која се посебно цењени је Вргањ (Boletus edulis), познат и као „краљ печурака”.
- Лисичарка (Cantharellus cibarius) је деликатесна печурка, која се може конзумирати и у сасвим сировом стању.
- Јајчара (Amanita caesarea) најлепша и једна од најукуснијих и најлакше сварљивих врста печурака, која са правом, носи сва своја имена, па и оно латинско – царска.
- Смрчак (Morchella) се широм света сматра једном од најбољих печурки уопште и омиљен је код свих народа света.
- Црна труба (Craterellus cornucopioides) је печурка изванредног укуса и ароме, велика посластица, а поготову је добра кад се осуши, самеље и употребљава у праху као зачин за чорбе, сосове, печено месо и друге врсте јела.[15]

## Отрови из гљива
Неке врсте гљива садрже отрове и мада њихова концентрација може да варира, по правилу их поједине врсте садрже увек, док их код других никада нема. С друге стране, гљиве које су смртоносне за људе могу, на пример, пужевима бити уобичајена храна, зато што је анатомија људи и пужева потпуно различита. Отрови који нападју крв, јетру и бубреге код људи на пужеве уопште не делују, зато што код тих животиња таквих ткива и органа нема. Неке јестиве врсте такође садрже опасне токсине, али у тако малим концентрацијама да би до тровања могло да дође једино ако би се у једном оброку унело више стотина килограма. Зато се такве гљиве не сврставају у отровне. Стварно отровним сматрају се оне врсте које отрове садрже у толикој концентрацији, да један једини оброк од пар стотина грама може да доведе до очигледних симптома.

## Гљиве у медицини
Коришћење гљива у медицинске сврхе увео је још Хипократ, а савремена наука је доказала да многе врсте гљива садрже изузетна лековита својства. Једна од најпознатијих таквих гљива свакако је Penicillium notatum, од које је добијен антибиотик широког дејства, под називом пеницилин. Печурке су огроман, али недовољно искоришћен извор полисахарида са антитуморним и имуностимулационим својствима и велики потенцијал за стварање нових и моћних фармацеустких производа намењених пре свега јачању имунитета и превенцији развоја канцерогених ћелија. Доказано је да лековита својства поседује преко пет стотина гљива. Летњи вргањ, на пример, стимулише многе важне човекове функције и користи се у лечењу стенокардије и промрзлина, а садржи антиканцерогена својства.
Медицинске гљиве су посебно заступљене у традицији Кине и Индије. Преко 5000 година се у источњачкој медицини лековита својства гљива користе у превенцији и лечењу различитих болести.

## Гљиве у митологији
У митологији многих народа гљиве су симбол дуговечности. За неке се сматра да успевају само у време мира и општег благостања. Од сумерске и грчке митологије до обреда америчких индијанаца, култ светих гљива стар је колико и сазнање о добру и злу, или илузија о божанској моћи вечности. У римској цивилизацији гљиве су биле на високој цени. Звали су их храном богова или царском храном. Римски писци су често у својим делима помињали гљиве. Тако је Марцијал записао ове стихове:
| „ | Сребра, злата и руха Чак и љубавнице можеш се одрећи, Али јела од гљиве не! | ” |

У својој књизи "Историја Индијанаца из Нове Шпаније", издатој око 1581. године, Шпанац Дијего Дуран (1537–1588) пише о печуркама које су астечки шамани користили припремајући се за обредно крунисање краља Моктезуме Другог, 1502. године. На језику Астека, Нахуатлу, име ове "чаробне" гљиве гласило је теонанакатл и значило је "месо богова".

#### Гљиварска удружења у Србији
- Миколошко друштво Србије
- Гљиварско друштво Ваљево
- Гљиварско друштво Шумадија
- Миколошко друштво "Југ" из Власотинца
- Гљиварско друштво Нови Сад

#### Гљиварске манифестације у Србији
- Први гљиварско-гастрономски фестивал у Србији Архивирано на веб-сајту  (3. април 2019)
- Дани гљива у Ћуприји
- Сусрети гљивара Архивирано на веб-сајту  (3. април 2019)